# Gene Serdena
Gene Serdena é uma diretora de arte estadunidense. Foi indicada ao Oscar de melhor direção de arte em duas ocasiões: na edição de 2014 por Her e na edição de 2017 pelo filme Passengers.